# Cheilanthes belangeri
Cheilanthes belangeri är en kantbräkenväxtart som först beskrevs av Jean Baptiste Bory de Saint-Vincent, och fick sitt nu gällande namn av Carl Frederik Albert Christensen. Cheilanthes belangeri ingår i släktet Cheilanthes och familjen Pteridaceae. Inga underarter finns listade.